# Mercedes-AMG

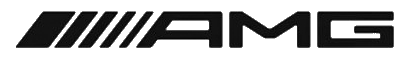
Mercedes AMG logo

A Mercedes-AMG GmbH, comumente conhecida como AMG, é uma empresa preparadora de veículos e motores esportivos de alto desempenho, vinculada à marca Mercedes-Benz e pertencente a Mercedes-Benz Group desde 2005. 
Ela foi fundada em 1967 por dois ex-funcionários da Mercedes-Benz, com a missão de transformar carros Mercedes-Benz em carros de competição. A sigla vem do sobrenome do sócio Hans Werner Aufrecht, Erhard Melcher e da cidade natal de Melcher, Großaspach.
A parceria começou em 1990, quando a Daimler-Benz passou a distribuir veículos AMG em várias lojas do mundo. O primeiro desenvolvimento em conjunto foi em 1993, com o C 36 AMG. A AMG emprega 800 funcionários. Sua sede é na cidade Affalterbach – arredores de Stuttgart, Alemanha. Em 2006 foram vendidos mais de 20 000 unidades de 18 diferentes modelos. Atualmente a AMG produz carros especiais incrementando os projetos da Mercedes-Benz como as Classes AMG-GT, A45 AMG, C63 AMG, E63 AMG, CLS63 AMG, CL63 AMG, CL65 AMG, S63 AMG, S63 AMG Coupe, S65 AMG, S65 AMG Coupe, SL63 AMG, SL65 AMG, SLK55 AMG, SLS AMG, G63 AMG, G65 AMG, GL63 AMG e ML63 AMG GLE63 AMG Coupé. As AMGs são conhecidas pela sua performance extrema se equiparando a carros de alta performance, de marcas como Porsche, Ferrari, Lamborghini.
Em 2020, Phillip Schiemer assumiu o cargo de diretor executivo da empresa.
- Mercedes-Benz SLS AMG
- Mercedes-Benz E63 AMG
- Mercedes-Benz E63 AMG Station Wagon
- Safety Car Formula 1 Mercedes-AMG GT R
- AMG Mercedes-Benz C204 (DTM)
- Mercedes-AMG Project One
- Mercedes-Benz G63 AMG
- Mercedes-AMG GLE